# Aplicativo de página única
Um aplicativo de página única (em inglês "single-page application", ou SPA) é uma aplicação web ou site que consiste de uma única página web com o objetivo de fornecer uma experiência do usuário similar à de um aplicativo desktop. Em um SPA, todo o código necessário - HTML, JavaScript, e CSS – ou é obtido com um único carregamento de página, ou os recursos apropriados são carregados dinamicamente e adicionados à página conforme necessário, geralmente em resposta a ações do usuário. A página não é recarregada em qualquer momento do processo, tampouco ocorre a transferência de controle para outra página, embora a URL no navegador ou a API de história do HTML5 possam ser usadas para fornecer a percepção e navegabilidade de páginas separadas ao aplicativo. Interação com aplicativos de página única muitas vezes envolve comunicação dinâmica com o servidor web por trás dos bastidores.